# Espiedo

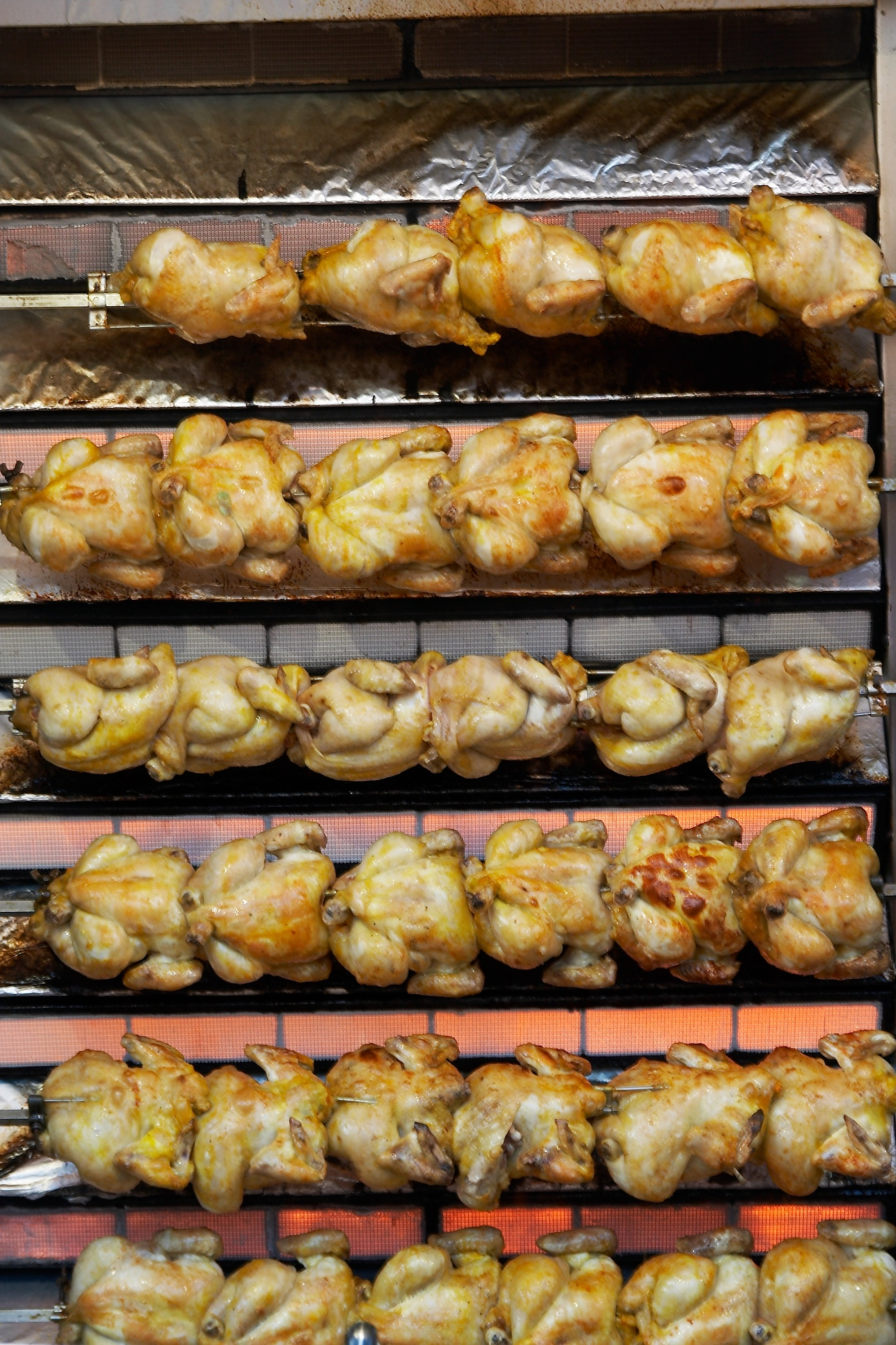
Pollos asados al espiedo.

El término espiedo, spiedo o espeto se utiliza alternativamente tanto para describir una variedad de pincho o espetón como para referirse a la técnica culinaria en la que este utensilio se usa para asar alimentos, generalmente haciéndolos girar frente, debajo o sobre la fuente de calor.

## El utensilio
El espiedo suele ser un asta o pica metálica en la cual se pinchan los productos a asar. Puede utilizarse un espiedo grande para asar un animal entero (cordero, cerdo, vaca), habitualmente al aire libre con brasas de madera o carbón. También se utilizan pequeños espiedos para asar pollos o trozos de carne. 
Existen espiedos mecánicos que giran por medio de un motor, tanto sobre el fuego o la brasa, como dentro de un horno. Es muy utilizado en la cocina brasileña. En Brasil muchos restaurantes de carnes asadas (llamadas churrascarias) utilizan el sistema rodizio, donde la carne se asa en espiedos que se llevan a la mesa por parte del personal del salón. 

## La técnica

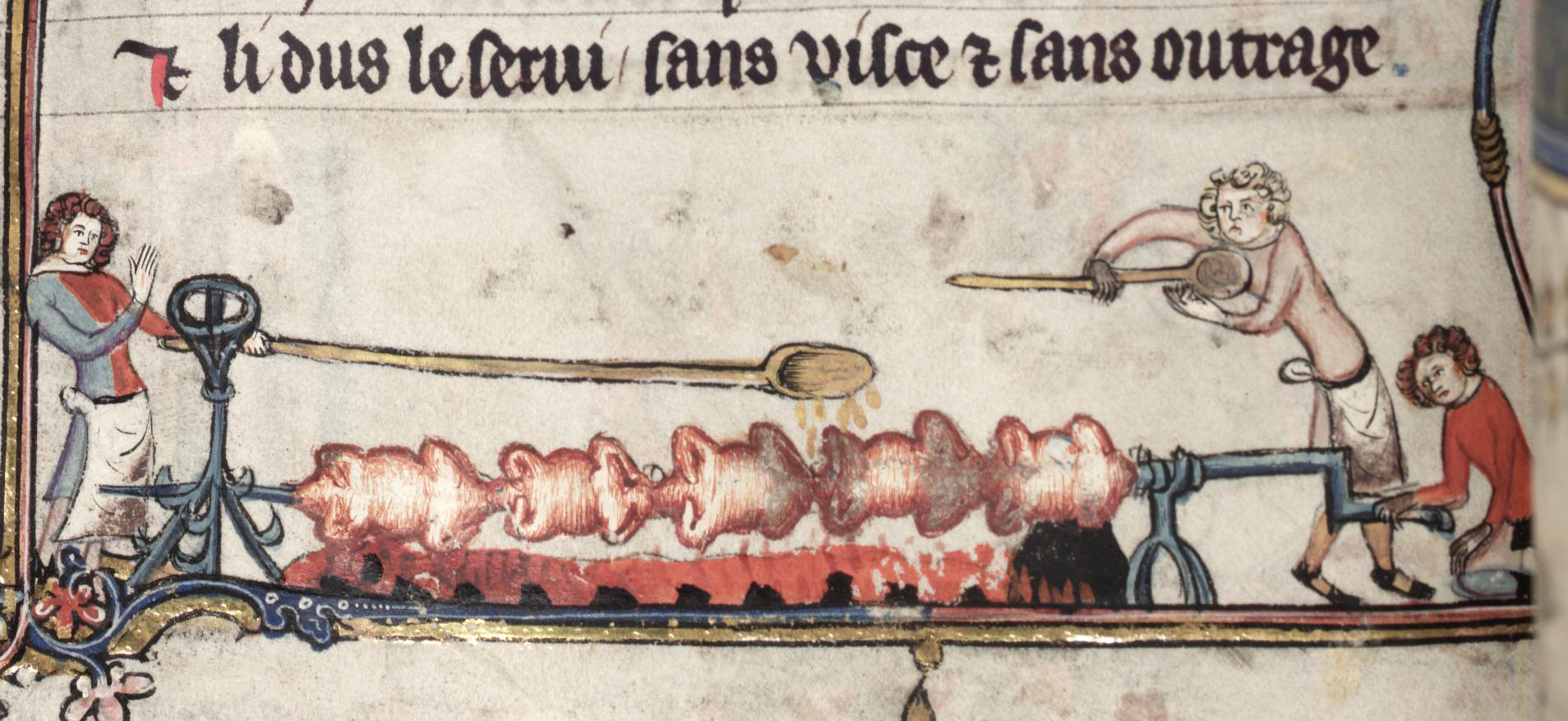
Técnica antiguamente aplicada para asar carnes al espiedo.

En la época medieval y en las cocinas antiguas, el espiedo era la forma preferida de cocción de las comidas en los hogares grandes. Un sirviente, preferiblemente un muchacho, se sentaba cerca del espetón girando lentamente una palanca metálica y cocinando de esta forma la comida. Posteriormente esta técnica fue automatizada al inventarse los espiedos que giraban en forma mecánica, en primera instancia utilizando la tracción de perros, y posteriormente impulsados a vapor o con mecanismos de relojería. Actualmente los espiedos son girados por motores eléctricos.
En otras cocinas también se utilizan sistemas similares, como la brocheta, el gyro para hacer souvlaki, el kebab o el trompo de los tacos al pastor.